# Dole
Dole /dɔl/ è un comune francese di 26 015 abitanti situato nel dipartimento del Giura nella regione della Borgogna-Franca Contea, sede di sottoprefettura.

## Edifici storici
- Collegiata di Notre-Dame

## Società

### Evoluzione demografica
Abitanti censiti

## Amministrazione

### Gemellaggi
- Lahr/Schwarzwald
- Sestri Levante
- Carlow
- Kostroma